# Karen Pence

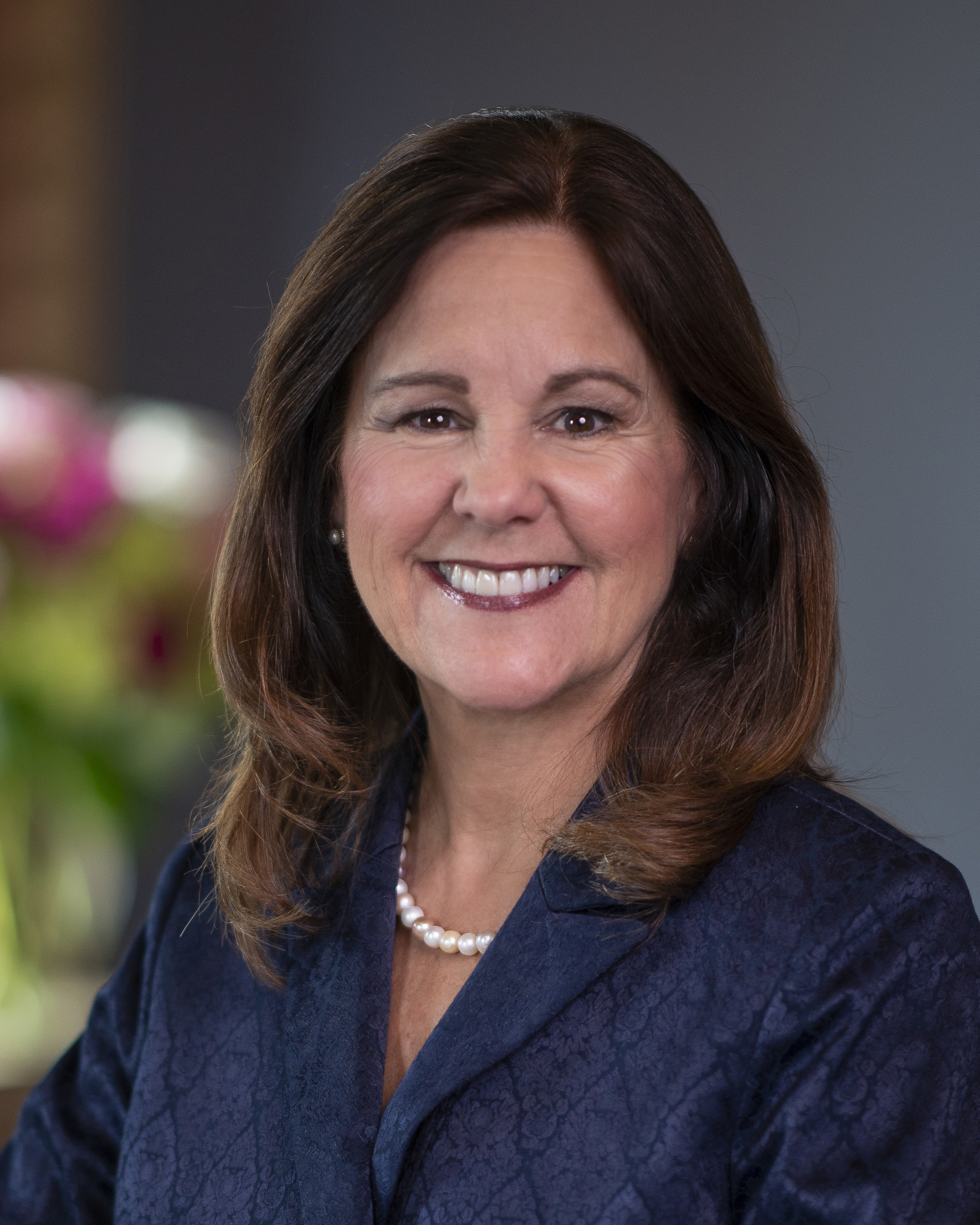
Karen Pence (2019)

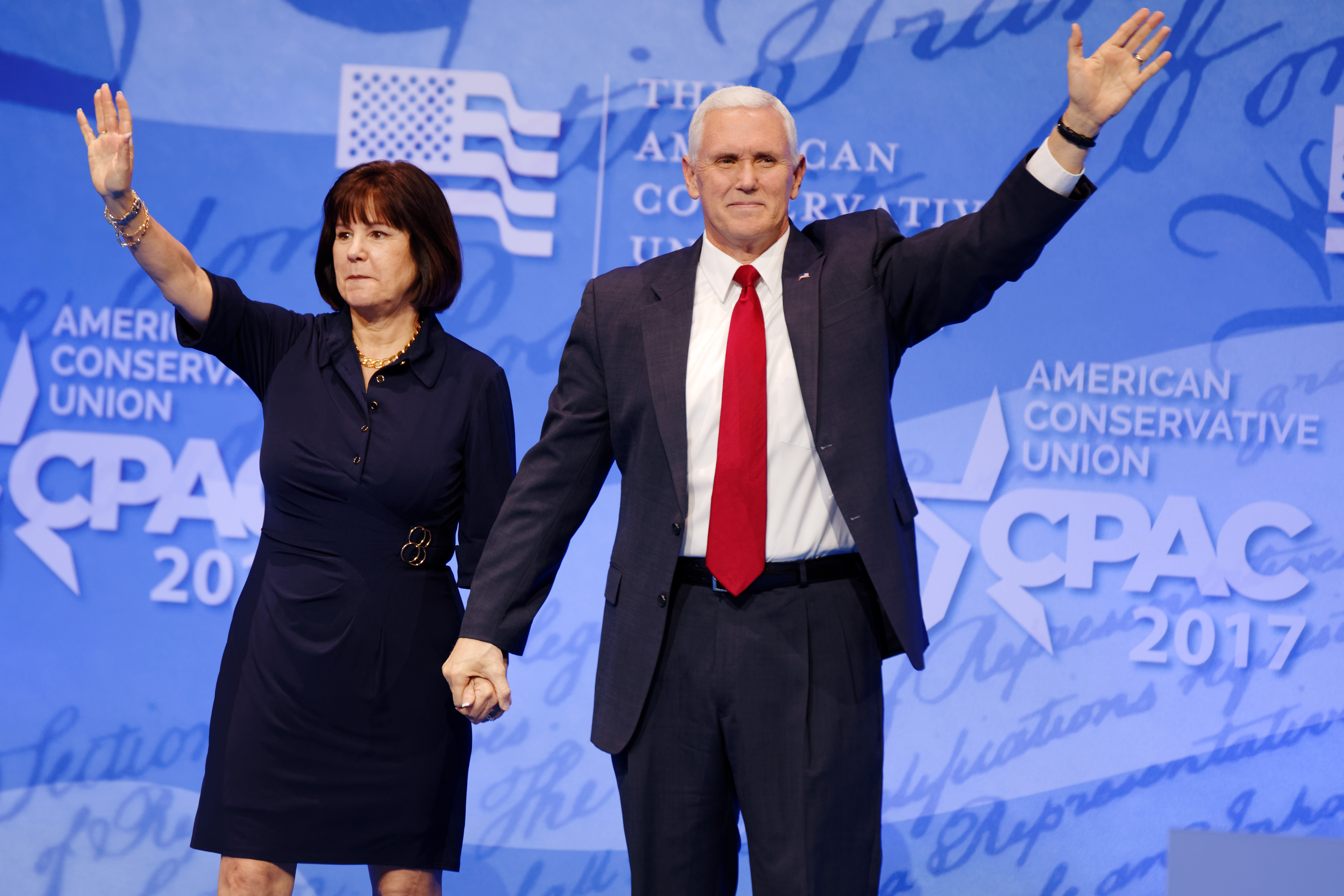
Karen Pence mit ihrem Ehemann Mike (2017)

Karen Sue Pence (* 18. November 1958 in Indianapolis, Indiana als Karen Sue Batten) ist eine US-amerikanische Lehrerin und Ehefrau des ehemaligen Vizepräsidenten Mike Pence. Seit dessen Vereidigung am 20. Januar 2017 war sie bis zum 20. Januar 2021 Second Lady der Vereinigten Staaten von Amerika.

## Familie und Ausbildung
Karen Pence wuchs in Broad Ripple, Indianapolis, auf, wo sie ihren Schulabschluss an der Bishop Chatard High School machte. Sie ist die Tochter von Lillian und John Batten. Sie studierte an der Butler University, um Kunstlehrerin zu werden.

## Karriere
Karen Pence hat an den Schulen John Strange Elementary, Acton Elementary, Fall Creek Elementary und The Orchard School (alle in Indianapolis) unterrichtet.

## Privatleben
Pence lernte ihren späteren Ehemann Mike in der St. Thomas Aquinas Church in Indianapolis kennen, wo er eine Messe besuchte, bei welcher sie Gitarre spielte und christliche Lieder sang.
Ihr Ehemann und sie sind Eltern der gemeinsamen Kinder Michael, Sarah und Henry.